# Paul Ooghe
Paul Ooghe (Laken, 17 mei 1899 - Anderlecht, 8 september 2001) was een Belgische oorlogsveteraan, die onterecht als laatste overlevende Belgische oud-strijder werd beschouwd. Kort voor zijn dood werd bekend dat ook Cyrillus-Camillus Barbary nog in leven was en Ooghe overleefde. Hij was wel de laatste overlevende die in België leefde.

## Eerste Wereldoorlog
Ooghe meldde zich op 16-jarige leeftijd aan bij de cavalerie, maar ging kort daarna over naar de grenadiers. In maart 1917 werd hij bijna gedood in een gevecht te Rekkem, in de omgeving van de IJzer. Omdat hij werkte aan het onderhoud van de telefoon- en telegraaflijnen was hij een van de eersten die op de hoogte werden gesteld van de Wapenstilstand op 11 november 1918.

## Na de Eerste Wereldoorlog
Paul Ooghe werd meermaals gedecoreerd en was een vaste gast op de herdenkingen van de Eerste Wereldoorlog. Hij praatte ook veel over de gebeurtenissen in deze oorlog, onder meer met Koning Albert II. Hij wilde de jongere generatie attent maken op de gruwelen van de oorlog.

## Overlijden
Op 8 september 2001 overleed Ooghe op 102-jarige leeftijd.